# Новий Сентег
Новий Сенте́г (рос. Новый Сентег) — присілок в Зав'яловському районі Удмуртії, Росія.
Знаходиться на лівому березі річки Люк, правої притоки Іжа, у місці впадіння в неї зліва річки Кіяїк, на північний схід від присілка Люк.

## Населення
Населення — 288 осіб (2010; 279 в 2002).
Національний склад станом на 2002 рік:
- удмурти — 94 %

## Урбаноніми[3]
- вулиці — Вишнева, Зелена, Клубна, Лучна, Польова, Ставкова, Центральна